# Anton Tkáč
Anton Tkáč (30 de março de 1951 – 22 de dezembro de 2022) foi um ciclista eslovaco que competiu pela Tchecoslováquia. Conquistou o ouro no sprint do ciclismo de pista nos Jogos Olímpicos de 1976. Também obteve o título do Campeonato Mundial na mesma prova em 1974 e 1978.